# حديقة جزيرة الإلك الوطنية

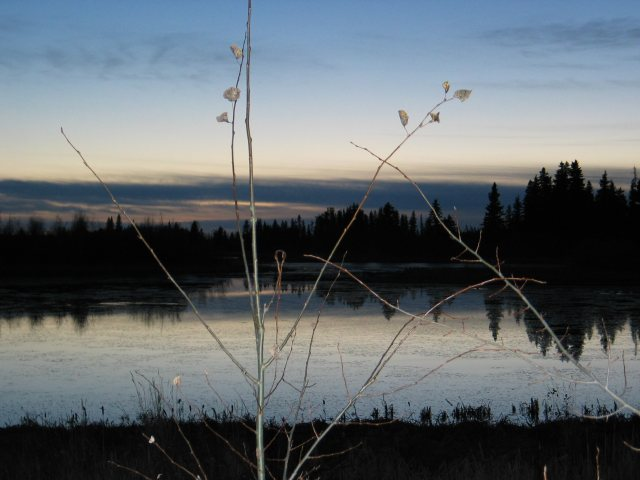
مشهد طبيعيٌّ من حديقة جزيرة الإلك الوطنيَّة.

حديقة جزيرة الإلك الوطنيَّة هيَ واحدة من بين 43 حديقة وطنية وملجأ طبيعياً تخضع لإدارة وكالة حدائق كندا. تقع هذه الحديقة على مسافة 35 كيلومتراً شرق مدينة إدمنتون على امتداد «طريق الرأس الأصفر»، الذي يَكاد يَمر عبرَ مُنتصف الحديقة بالضبط. وهيَ تعد 8 أصغر حدائق كندا بمساحتها البالغة 194 كيلومتراً مربعاً، لكنها مع ذلك تظل الأكبر من بين الحدائق المغلقة تماماً. بيئة حديقة جزيرة الإلك نموذجيَّة بالنسبة لنظام السهول الشماليَّة البيئي، حيث تتكون من خليط من المروج العشبيَّة المُعتادة في هذه المناطق وغابات الحور والغابات الشمالية، كما أنها تحوي في الوقت ذاته ضمن أراضيها أكبر وأصغر ثديَّين بريَّين في قارة أمريكا الشمالية، وهما بيسون الغابات والزبابة القزمة الأمريكية.

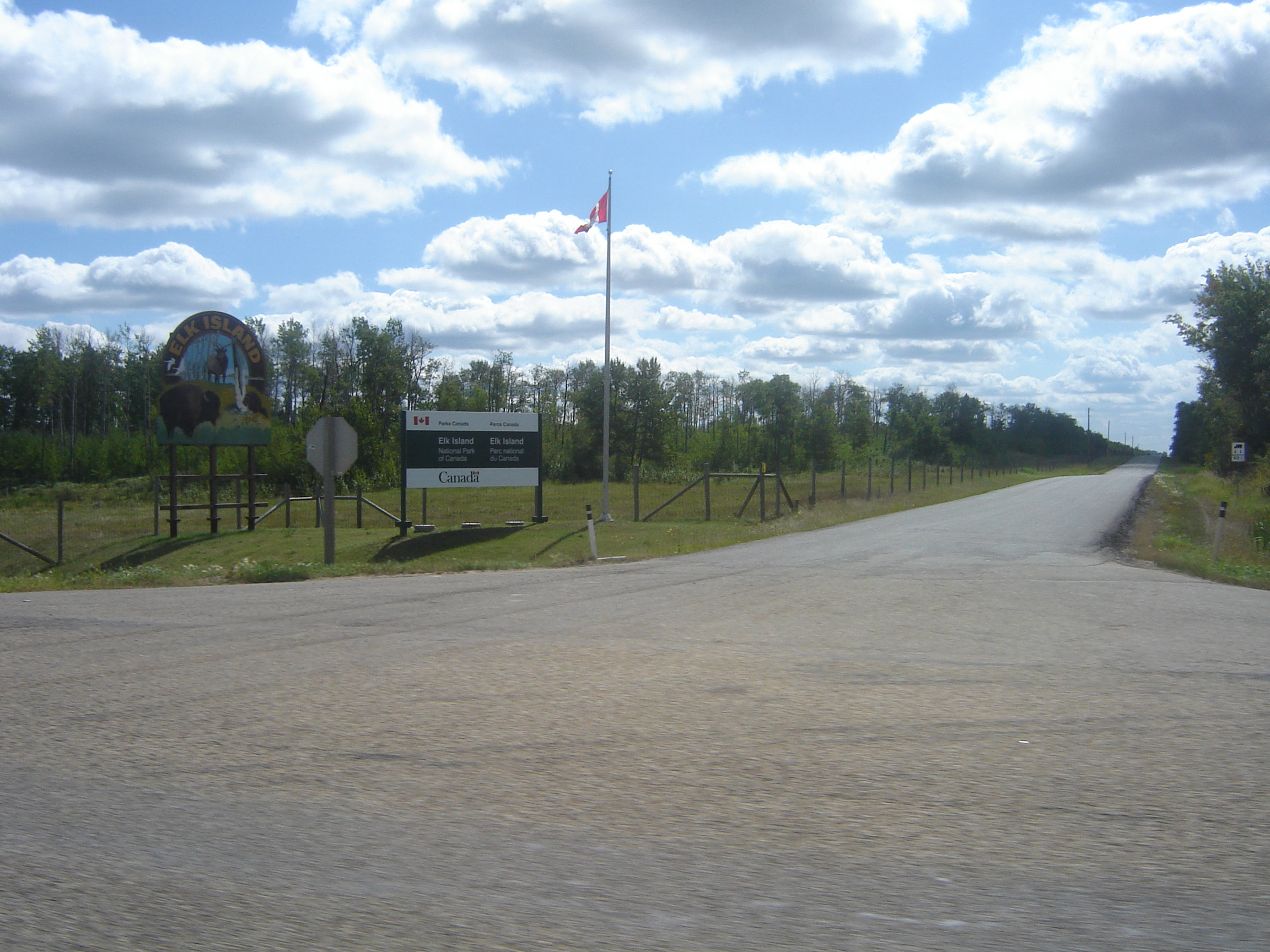
حديقة جزيرة الإلك الوطنيَّة.

## التاريخ
تقع حديقة جزيرة الإلك الوطنية وسط منطقة «تلال القندس»، والتي تُمثل بأشجار حورها ومائها سهل المنال مرتعاً وملجأ ممتازاً لقطعان البيسون والموظ والإلك لقضاء فصل الشتاء، ولطالما كانت كذلك منذ العصور السَّحيقة. وعلى الرغم من أن المنطقة لم تكن يوماً موقعاً لمستعمرات قديمة دائمة، فهيَ تحوي أكثر من 200 موقع أثري تتضمَّن بقايا مواقع تخييم وأماكن صُنع أدوات حجريَّة. وقد قطنت في هذه المنطقة في بعض الفترات شعوب القدم السوداء وساكري وكري.
كانت تلال القندس في العصور الأولى لتلاقي الشعوب فيها (المرَّة الأولى التي تحتك فيها أمتان بشريَّتان معَ بعضهما) موقعاً هاماً للصيد بهدف كسب المال، مما أدى إلى حدوث صيد جائر للقنادس واستئصالها تماماً من المنطقة بحلول ثلاثينيَّات القرن التاسع عشر، واستئصال ذوات الحافر بحلول ستينيَّات القرن ذاته. كما أصبحت المنطقة موقعاً للاتجار بالأخشاب حتى عام 1894، عندما اندلعت حرائق هائلة فيها. أطلقت السلطات الفيدراليَّة المحلية في عام 1899 على المنطقة اسم «ملجأ غابة بحيرة كوكنغ»، معلنة إيَّاها محميَّّة طبيعيَّة، لكن معَ أن الغابة أصبحة محميَّة وقتها فلم تتخذ سوى خطوات ضئيلة لحماية الموظ والإلك والغزلان فيها من الانقراض. وأخيراً قدَّم 5 رجال أعمال في عام 1906 مبلغ 5,000 دولار للعمل على حماية حيوان الإلك، ورجو السلطات الفيدرالية أن تنشأ مشروعاً يَعمل على حمايته، وبالفعل أصبحَ اسمه منذ ذلك الوقت «حديقة الإلك». ولاحقاً أصبحت حديقة جزيرة الإلك حديقة فيدراليَّة في عام 1913، ثمَّ أصبحت حديقة وطنية رسمية في عام 1930.